# Messepark Landshut
Der Messepark Landshut ist ein Freigelände für Messen und Veranstaltungen in Landshut mit einer Fläche von mehr als 70.000 Quadratmetern. Er liegt im so genannten Dienstleistungsgebiet Schönbrunn auf dem ehemaligen Kasernengelände Landshuts.
Er wurde 2003 als neues Messegelände im Landshuter Osten eröffnet. An den Messepark sind 1000 kostenlose Parkplätze angebunden. Der Messepark teilt sich in 70.000 Quadratmeter Freifläche, die aus sechs unterschiedlichen und kombinierbaren, einzeln erschließbaren Feldern besteht, die Sparkassen-Arena (Messehalle), die bis zu 5000 Personen Platz bietet, und den Messeturm. Der Messeturm hat eine Höhe von 70 Metern. Er ist raketenförmig und bildet das Logo der Messe Landshut. Die Rakete steht hierbei für neue Ideen, die auf der Messe präsentiert werden. Darüber hinaus bietet der Messeturm einer Aussichtsplattform mit Café und den Mobilfunkmasten von allen vier Anbietern Platz. Der Messepark liegt östlich der Niedermayerstraße. An seinem Südportal liegt die Lieferanten- und Ausstelleranfahrt mit einer Busspur. Am Westportal befinden sich der Eingang West und ein Taxistand. Die Parkplätze, die Sparkassen-Arena und der Messeturm befinden sich am Ostportal. Hier liegt ein zweiter Besuchereingang. Am Nordportal stößt der Büropark Landshut-Messe an den Messepark. Hier liegt eine weitere Lieferanfahrt. Der Messepark kann jederzeit mit Leichtbauhallen ausgestattet werden oder überdacht werden. Dadurch ist er eines der modernsten Messegelände der Bundesrepublik Deutschland.

## Messen und Veranstaltungen
Im Messepark Landshut finden zahlreiche Messen und Veranstaltungen statt. Die sind unter anderem:
- Niederbayernschau (drittgrößte Verbrauchermesse Bayerns) alle 2 Jahre
- Bayern-Bau, Leistungsschau der bayerischen Bauwirtschaft, alle 2 Jahre im Wechsel mit der Niederbayernschau
- Heimat und Brauchtum, die Messe für Bayerische Tradition, alle 2 Jahre
- Future Trend, die Messe der Zukunft, alle 2 Jahre im Wechsel mit der Heimat und Brauchtum
- Flohmärkte
- Landshuter Umweltmesse
- Landshuter Automobiltage
- kleinere Messen und Fachkongresse in unregelmäßiger Folge
- Hausmessen von ortsansässigen Unternehmen
- Konzerte und Open-Air-Veranstaltungen
- Zirkusauftritte

## Landshut als Messestadt
Die Stadt Landshut hat eine lange Tradition als Messestandort. Bislang wurden die Messen aber auf dem Festplatz Grieserwiese, in den Stadtsälen oder an anderen Orten abgehalten.
Durch den neuen Messepark werden die Messen und Ausstellungen künftig an einem Ort vereint. Darüber hinaus wird vor allem der Festplatz Grieserwiese, der gleichzeitig als Großparkplatz für das Zentrum dient, entlastet.
Außerdem können künftig neue Messen angeboten werden und es steht eine größere Fläche zur Verfügung (die Grieserwiese hat nur 40.000 Quadratmeter). Nachdem 2003 der Messepark eröffnet worden war, begannen die Planungen für eine Messe- und Veranstaltungshalle auf diesem Gelände. Diese wurde 2005 als Sparkassen-Arena Landshut eröffnet. Außerdem wurde am östlichen Eingangsportal auch der Messeturm errichtet.
Im März 2010 wurde ein kleiner Foyer-Anbau fertiggestellt, der vor allem die Sanitär- und Cateringkapazität vergrößert, aber auch für kleinere Veranstaltungen und Tagungen genutzt werden kann.
Ein Jahr später wurde eine neue Messehalle fertiggestellt, das Foyer dient nun auch als Verbindungsbau mit der Sparkassen-Arena.